# 猶大 (耶穌的兄弟)
猶大（希臘語：Ιουδας），《新約》記載中，耶穌的弟弟。傳統上，他被認為是《猶大書》的作者。他也有可能即是十二使徒中的猶大。
但因為猶大是個很普通的希伯來名字，在西元一世紀時有許多猶太人都叫猶大。因此，神學家對於他的身份有很多爭論。他是否就是十二使徒中的猶大，或是《猶大書》的作者，也還沒有定論。

## 文獻記載
在《馬可福音》及《馬太福音》中，他被認為是耶穌的弟弟。
在《路加福音》中，十二使徒中，有位被稱為雅各的兄弟猶大。《猶大書》的作者，也自稱為雅各的兄弟。如果這邊的雅各，是指耶穌的兄弟雅各，那麼，十二使徒中的猶大，與《猶大書》的作者，可能就是耶穌的兄弟猶大。
在西門死後，接替他成為耶路撒冷教會的領導人，也叫作猶大。這位猶大，可能就是耶穌的兄弟猶大。